# Balantiopsis cancellata
Balantiopsis cancellata là một loài rêu trong họ Balantiopsaceae. Loài này được Nees Stephani mô tả khoa học đầu tiên năm 1899.